# Доукс, Майкл
Майкл Маршалл Доукс (англ. Michael Marshall Doakes, англ. Michael Dokes; 10 августа 1958, Акрон — 11 августа 2012, Акрон) — американский боксёр-профессионал, выступающий в тяжёлой весовой категории. Чемпион мира по версии WBA в тяжёлом весе (1982—1983). Чемпион Северной Америки по версии NABF (1982).

## Любительская карьера
Доукс завоевал серебряную медаль на 1975 Панамериканских игр. Он проиграл решением 3-2 Теофило Стивенсону в финале. Он также проиграл близким решением Джон Тэту на Олимпийских играх, после чего он стал профессионалом.

## Любительские достижения
В 1974 году выиграл Национальные Золотые перчатки и Национального AAU tournaments. Победил Леона Спинкса в AAU финале, и будущего тренера Тайсона Бобби Стюарта в турнире Золотые перчатки.
В 1974 году выиграл североамериканский чемпионат.
1975 Национальная AAU в супертяжёлом весе
1976 Национальные Золотые Перчатки в супертяжёлом весе, победил будущих чемпионов мира Джона Тейта и Грега Пейджа.
в 1976 году выиграл Национальной AAU тяжёлом весе, победив Марвина Стинсона.

## Профессиональная карьера
Доукс стал профессионалом в 1976 году.

#### Выставочный бой с Мохаммедом Али
Он получил национальную экспозицию в телевизионном выставном бою с Мохаммедом Али в 1977 году. Али работал на публику, постоянно кружился и ускользал от ударов Доукса, но Доукс в этом бою продемонстрировал будущий потенциал.

#### Бой с Джимми Янгом
Он пришёл к реальной известности в 1979 году, победив ветерана Джимми Янга. Его победная серия прекратилась после ничьей с Осси Окассио, но в реванше Доукс победил Окассио в 1 раунде.

#### Бой с Линном Боллом
В 1982 году Доукс победил в 1 раунде Линна Болла и выиграл тутул NABF, заняв позицию # 2в рейтинге WBC и № 3 в рейтинге WBA .

#### Бой с Майком Уивером 1
Доукс стал чемпионом по версии WBA в 1982 году, нокаутировав Майка Уивера в 1 раунде.

#### Бой с Майком Уивером 2
Матч-реванш был заказан из-за спорной остановки боя судьёй Джо Кертисом, которую некоторые считают преждевременной. В матче-реванше Доукс сохранил свой титул, сведя бой в ничью решением большинства судей.

#### Бой с Джерри Кутзее
Доукс недолго был чемпионом мира. Он потерял свой титул в десятом раунде нокаутом Джерри Кутзее. В интервью «Sports Illustrated» Доукс сказал, что проиграл Джерр Кутзее из-за того, что принимал наркотики и употреблял алкоголь непосредственно во время подготовки к поединку с южноафриканцем.

#### Бой с Эвандером Холифилдом
В марте 1989 года в бою за титул WBC Континентальной америки Доукс встретился с бывшим абсолютным чемпионом мира в первом тяжёлом весе Эвандером Холифилдом. Соперники постоянно обменивались ударами. Холифилд был быстрее и имел небольшое преимущество. В конце первого раунда Холифилд ударил противника в пах. Доукс скорчился от боли. Ему дали время на восстановление. В начале 3 раунда Доукс пробил несколько точных комбинаций в Холифилда, которые пришлись в цель. Холифилд начал отвечать только в конце раунда. В 5 раунде Доукс загнал Холифилда к канатами начал пробивать удары, которые чаще попадали по защите. Холифилд часто контратаковал. В 6 раунде Доукс ударил противника в пах. Рефери приостановил бой, но он сразу же возобновился. В этом раунде завязалась рубка, которая едва не продолжилась после гонга, когда Доукс ударил Холифилда после гонга, а тот сразу же ответил. В 7 раунде у Доукса развязалась перчатка, и рефери приостановил бой и отвёл Доукса в угол для устранения проблемы. завязался обмен ударами и у Доукса снова развязалась перчатка. Снова завязался обмен ударами, в которому Холифилд был точнее своего соперника После 7 раунда у Доукса открылось рассечение под левым глазом. В 8 раунде снова завязалась рубка. В середине раунда Доукс потряс Холифилда серией ударов в голову, но развить успех не смог и в конце раунда инициативу в свои руки снова взял Холифилд. В 9 раунде рубка продолжилась. Оба боксёра несколько раз потрясли друг друга в этом раунде. В середине 10 раунда Холифилд поймал Доукса точным попаданием. Доукса повело назад Холифилд кинулся его добивать. Доукс ушёл от ударов, отойдя к канатам. Холифилд бросился за ним и пробил длинный левый кросс в подбородок. Доукс отошёл и упал. Выскочили люди из угла Доукса и прекратили бой. Бой получил статус «бой года» в 1989 году, и «бой десятилетия» в супертяжёлом весе.

#### Бой с Донованом Раддоком
В апреле 1990 года Доукс встретился с Донованом Раддоком. В конце первой минуты четвёртого раунда Бритва пробил сначала левый прямой из-под подседа в живот сопернику, затем выпрямился и, выждав паузу, которую скоротал мягким джебом, всадил резкий смэш в челюсть, который отбросил Динамита на канаты. Раддок тут же добавил мощнейший правый кросс по сидящему на канате противнику, левый полуапперкот, который приподнял тело бывшего чемпиона в воздух. Бритва низко подсел и от самого пола всадил ещё один левый полухук, после чего Доукс медленно, словно снежный ком, осел, и казалось, умер.

#### Чемпионский бой с Риддиком Боу
В 1993 году Доукс встретился с Риддиком Боу, который проводил в свою первую защиту титула. Боу победил техническим нокаутом в первом раунде. Хотя Доукс и его команда возразили, заявив что бой был остановлен преждевременно, было очевидно, что Доукс был не в состоянии продолжать под градом тяжёлых ударов Боу.

#### Бой с Луисом Монако
В апреле 1997 года встретился с Луисом Монако. В 1 раунде Монако отправил Доукса в нокдаун и победил единогласным решением судей.

## Возвращение
После почти трёхлетнего перерыва, Доукс вернулся на ринг и одержал победы 3 в 5 матчах.
В 1997 году Доукс ушёл из бокса.

## Смерть
Доукс умер от рака печени в своем доме в городе Акрон, Огайо, США 11 августа 2012 года.

## Награды
- Возвращение года по версии журнала «Ринг» в 1988 году.

## Результаты боёв
| Бой | Дата | Соперник | Судьи | Место боя | Раундов | Результат | Дополнительно |
| --- | ---- | -------- | ----- | --------- | ------- | --------- | ------------- |
|     |      |          |       |           |         |           |               |
| Бой | Дата | Соперник | Судьи | Место боя | Раундов | Результат | Дополнительно |